# ستيف وليامز (مجدف)
ستيف وليامز (بالإنجليزية: Steve Williams)‏ هو مجدف بريطاني، ولد في 15 أبريل 1976 في ليمينغتون سبا في المملكة المتحدة.

## وصلات خارجية
- ستيف وليامز على موقع الاتحاد الدولي للتجديف (الإنجليزية)
- ستيف وليامز على موقع اللجنة الأولمبية الدولية (الإنجليزية)
- ستيف وليامز على موقع أوليمبيديا (الإنجليزية)
- ستيف وليامز على موقع اللجنة الأولمبية البريطانية (الإنجليزية)